# Vidra (okręg Ilfov)
Vidra – wieś w Rumunii, w okręgu Ilfov, w gminie Vidra. W 2011 roku liczyła 3872 mieszkańców.